# 西山神祠
西山神祠，或稱玉山西峰神祠，從玉山西峰再往前100公尺就可抵達。過去日本政府在玉山、雪山都設立有神社，但二戰後都已拆除。现今的山神廟为玉山國家公園重建，为造型古樸雅緻的全木造日式建築。